# Owl Trench Cemetery
Owl Trench Cemetery is een Britse militaire begraafplaats met gesneuvelden uit de Eerste Wereldoorlog, gelegen in de Franse gemeente Hébuterne (Pas-de-Calais). De begraafplaats werd ontworpen door Noel Rew en ligt aan de weg van Gommecourt naar Puisieux op ruim 2,3 km ten oosten van het centrum van Hébuterne (Eglise Saint-Vaast). 
Ze heeft een rechthoekig grondplan met een oppervlakte van ongeveer 168 m² en wordt omsloten door een ruwe natuurstenen muur, afgedekt met witte boordstenen. Het Cross of Sacrifice staat op een verhoogd terras centraal tegen de zuidelijke muur. De toegang aan de straatzijde bestaat uit een metalen hekje tussen witte stenen zuilen. 
De begraafplaats wordt onderhouden door de Commonwealth War Graves Commission en telt 53 doden waaronder 10 niet geïdentificeerde.
Tweehonderdtachtig meter noordwestelijker ligt de Rossignol Wood Cemetery.

## Geschiedenis
Het dorp was van 1915 tot aan de Duitse opmars van maart 1918 in geallieerde handen, toen een deel ervan moest worden opgegeven. Het oostelijke deel van de gemeente bleef tot februari 1917 bezet door de Duitsers. In de zomer van 1918 was de gemeente weer geheel in Duitse handen. Owl Trench was een Duitse loopgraaf voor Rossignol Wood (een bos in de buurt) die op 15 juli 1918 door de 4th New Zealand Rifle Brigade werd bestormd en vijf dagen later door het 1st Auckland Regiment werd ontruimd.
Alle slachtoffers zijn Britten die omkwamen op 27 februari 1917 bij een aanval op de Duitse achterhoede. 
Rij A is een massagraf voor 46 soldaten, van wie er 43 behoorden tot de 16th West Yorkshires. Verschillende grafzerken vermelden drie namen van gesneuvelden.